# Duisternis over Diamondia
Duisternis over Diamondia (Engels: The Darkness on Diamondia) is een sciencefictionroman uit 1972 van de Canadese schrijver A.E. van Vogt. Dit boek is losjes gebaseerd op het korte verhaal Humans, Go Home! uit 1969.

## Verhaal
Kolonel Morton wordt naar de planeet Diamondia gestuurd om een rapport uit te brengen over een oorlog die daar gaande is tussen de niet-menselijke Irisk en de kolonisten die afstammen van de aardbewoners. Er lijkt iets ontzettend mis te gaan en een duisternis treedt in, daarbij als een epidemie mentale verwarring veroorzakend. Deze duisternis treft beide partijen zodat de kolonel een vermoeden krijgt dat deze veroorzaakt wordt door een inmenging van buitenaf. Deze invloed van buitenaf werkt doelbewust en mengt geesten en persoonlijkheden met elkaar. Morton kan enkel via een machtig wapen deze derde partij aanvallen maar hij beseft ook dat de vijand te groot is voor hem en zelfs voor de gehele mensheid.